# 氢化钛
氢化钛（TiH2）是一种钛元素和氢元素形成的金属氢化物。它化学性质比较活泼，需保存在远离高温和强氧化剂处。
因为在空气中较稳定，它也可以被用于制备氢气和氢氧化钛。它可以由氢气与金属钛直接反应获得。300℃以上时，金属钛能可逆地吸收氢，最终形成化学式为TiH2的化合物。如果加热到1000℃以上，氢化钛将完全分解为钛和氢气。在足够高的温度下，钛氢合金与氢气处于平衡状态，此时氢气的分压是金属中氢含量和温度的函数。氢化钛还存在成分可变、Ti-H间距不同的结构很复杂的缺氢相，这些缺氢相近年来得到广泛的研究，因为它们可用于制作缓冲器、反射器或高温防护装备，还有可能用于移动式的核反应堆。
氢化钛与高氯酸钾一起用作烟花爆竹的点火剂和闪光粉。它还在生产发泡金属的工艺中用作发泡剂。
钛的其他含氢化合物有TiHCl3。人们认为这是齐格勒-纳塔催化剂催化烯烃加聚反应的中间体。据报道这是一种不稳定的液体，Ti-H键的伸缩振动频率约为1600cm-1。但它至今还未被分离出来。